# Lycosa auroguttata
Lycosa auroguttata là một loài nhện trong họ Lycosidae.
Loài này thuộc chi Lycosa. Lycosa auroguttata được Eugen von Keyserling miêu tả năm 1891.